# Berliner Demografie-Forum
Das Berliner Demografie-Forum (BDF) ist eine parteiübergreifende, globale Dialogplattform, konzipiert als jährlich stattfindende Konferenz mit wechselnden Fragestellungen zu demografischen Herausforderungen.

## Themen
Zielsetzung ist, die Spitzen von Politik, Wirtschaft, Wissenschaft und Zivilgesellschaft zusammenzubringen, um gemeinsam neue Impulse zu setzen, Wege zu einer nachhaltigen Entwicklung zu diskutieren und Handlungsmöglichkeiten für den demografischen Wandel zu entwickeln.
Die bisherigen Themen waren:
- 2012: „Familie – Kinder – Gesellschaft“
- 2013: „Generationen – Lernen – Wohlstand“[1]
- 2014: „Sicherheit – Vertrauen – Zusammenhalt“[2]
- 2015: „Aktivität – Gesundheit – Teilhabe“[3]
- 2016: „Arbeit – Lebenschancen – Wohlstand“[4]
- 2017: „Bildung und Integration“[5]
- 2018: „Zukunft gestalten: Binnenwanderung und Migration in Europa“[6]
- 2019: „Vielfalt – Gleichwertigkeit – Zusammenhalt. Perspektiven für Deutschland und Europa“
- 2021: „Die Babyboomer gehen in Rente — Chancen und Herausforderungen“
- Berliner Demografie-Tage 2022: „Jugend im demografischen Wandel“

Im Rahmen des Berliner Demografie-Forum verleiht die Allianz Deutschland AG jährlich die Allianz Nachwuchspreise für Demografie (in Kooperation mit der Deutschen Gesellschaft für Demographie e.V.) und die Allianz European Demographer Awards (in Kooperation mit Population Europe) an herausragende Forscher im Bereich der Demografie.

## Organisation
Konzipiert als ein Public-Private-Partnership im Jahre 2011 zwischen der Allianz, dem Bundesfamilienministerium und anderen Partnern, hat sich das BDF als internationale Plattform für die demografische Community etabliert. Seit Ende 2016 organisiert die Diakonie Deutschland das BDF. Im Jahr 2018 wurde die Diakonie Deutschland von den folgenden Institutionen unterstützt: Bundesministerium für Familie, Senioren, Frauen und Jugend (BMFSFJ); Bundesministerium für Gesundheit (BMG); Bundesinstitut für Bevölkerungsforschung (BiB); Allianz Deutschland SE; Population Europe; Deutsche Gesellschaft für Demographie e.V.; Ecclesia Versicherungsdienst GmbH; Deutscher Städte- und Gemeindebund (DStGB); F/L Think Tank eG; Bertelsmann Stiftung und ESMT European School of Management and Technology Berlin.
Die Vielfalt an Nationalitäten und Arbeitsfeldern der Teilnehmer des BDF erlaubt einen interdisziplinären Zugang zu Demografie, der durch neue Forschungsergebnisse, Fallstudien und Ausstellungen ergänzt wird. Hier kann sich die demografische Community, repräsentiert durch über 200 Entscheidungsträger und Experten aus rund 20 Ländern aus Politik, internationalen Organisationen, Wissenschaft, Wirtschaft, Zivilgesellschaft und Medien, treffen, um vor dem Hintergrund des demografischen Wandels wichtige Trends, Entwicklungen, Herausforderungen und mögliche Lösungsansätze zu diskutieren.
Die European School of Management and Technology (ESMT Berlin) ist Ausrichtungsort der jährlichen Konferenz. Jörg Rocholl, Präsident der ESMT Berlin, wirkt als BDF-Konferenzleiter.
Zusätzlich zum Tagungsprogramm fand bis 2017 ebenfalls das Young Expert Programme statt. In diesem Rahmen wurden Vertreter der jungen Generationen zum BDF eingeladen, gemeinsam mit den Experten die sich ergebenden Herausforderungen des voranschreitenden demographischen Wandels zu diskutieren und die Auswirkungen auf ihre Generationen umfassend zu besprechen. Die Alumni des Young Expert Programme bilden ein starkes Netzwerk und sind ein tragender Teil der internationalen demografischen Community. Die Vodafone Stiftung Deutschland beteiligte sich mit der Unterstützung des Young Expert Panels am Berliner Demografie-Forum.
Die inhaltliche Gestaltung wird vom BDF-Beirat unterstützt. Im Juni 2022 hat Hermann Gröhe, MdB, Bundesminister für Gesundheit a. D., den Vorsitz des Beirats von Franz Müntefering (März 2014 bis Mai 2022) übernommen. Zuvor war die Beiratsvorsitzende Ursula Lehr (bis Februar 2014).
Beiratsmitglieder sind (Stand Juni 2022):
- Hermann Gröhe, MdB, Bundesminister für Gesundheit a. D. (Vorsitzender des Beirats)

- Ingo Behnel, Abteilungsleiter, Bundesministerium für Gesundheit
- Markus Dröge, Bischof i. R., Evangelische Kirche Berlin-Brandenburg-schlesische Oberlausitz
- Andreas Edel, Executive Secretary, Population Europe, Max Planck Institute for Demographic Research
- Ulrich Lilie, Präsident, Diakonie Deutschland
- Tilman Mayer, Universität Bonn
- Norbert F. Schneider, Senior Research Fellow, 2009 bis 2021 Direktor, Bundesinstitut für Bevölkerungsforschung
- Matthias von Schwanenflügel, Abteilungsleiter, Bundesministerium für Familie, Senioren, Frauen und Jugend
- Jörn Thießen, Abteilungsleiter, Bundesministerium des Innern und für Heimat

## Teilnehmer
Etwa 200 Personen nehmen jährlich am BDF teil. Dazu gehören untern anderem:
- Gabriel Bernardino
- Alain Berset
- Dominique Bertinotti
- Axel Börsch-Supan
- Michael Diekmann
- Markus Dröge
- Elsa Fornero
- Hans-Peter Friedrich
- Hermann Gröhe
- Stefan Kapferer
- Yves Leterme
- Ulrich Lilie
- Wolfgang Lutz
- Thomas de Maizière
- Franz Müntefering
- Kristina Schröder
- Manuela Schwesig
- Ursula M. Staudinger
- Åsa Regnér
- Bert Rürup
- Rita Süssmuth
- Sven Voelpel